# Oceanska skorja
Oceanska skorja del Zemljine skorje pod oceani debeline od 5 km do 10 km, ki je sestavljen pretežno iz bazalta in manjše količine drugih mafičnih kamnin in je najvišja plast oceanskega dela tektonske plošče. 
Sestavljena je iz zgornje oceanske skorje z blazinasto lavo in kompleksom dajkov in spodnjo oceansko skorjo, ki jo sestavljajo troktolit, gabro in ultramafični komatiti.  Skorja prekriva strjeno in najvišjo plast plašča. Skorja in trdna plast plašča skupaj tvorita oceansko litosfero.
Oceanska skorja je predvsem sestavljena iz mafičnih kamnin ali sime, ki je bogata z železom in magnezijem. Je tanjša od kontinentalne skorje ali siala, običajno manj kot 10 kilometrov debela; vendar je bolj gosta, s povprečno gostoto okoli 3,0 grama na kubični centimeter v primerjavi s kontinentalno skorjo, ki ima gostoto okoli 2,7 grama na kubični centimeter.
Najvišja skorja je rezultat hlajenja magme, pridobljene iz plaščnega materiala pod ploščo. Magma se razširi v del, ki je sestavljen predvsem iz delno strjene kristalne kaše, pridobljene iz prejšnjih injiciranj, tvori leče magme, ki so vir plaščnih dajkov, ki hranijo prekrivajočo blazinasto lavo. Ker se lava hladi, se v večini primerov z morsko vodo kemično spremeni. Taki izbruhi se pojavljajo predvsem na sredjeoceanskih hrbtih, pa tudi na razpršenih vročih točkah in ob redkih, a močnih dogodkih, znanih kot bazalti izliv. Večina magme kristalizira na globini, v spodnji oceanski skorji. Tam se lahko na novo intrudirana magma premeša in reagira z že obstoječo kristalno kašo in kamnino. 

## Sestava
Čeprav celoten del oceanske skorje še ni bil izvrtan, imajo geologi več dokazov, ki jim pomagajo razumeti dno oceanov. Ocene sestave temeljijo na analizah ofiolitov (skupina ultramafičnih in mafičnih kamnin - deli oceanske skorje, ki so bili potisnjeni in so ohranjeni na celinah), primerjave seizmične strukture oceanske skorje z laboratorijskimi poskusi seizmičnih hitrosti v znanih vrstah kamnin in vzorcev, pridobljenih iz dna oceana s podmornicami, izkopavanjem (zlasti iz hrbtov in območij prelomov) in vrtanjem. Oceanska skorja je bistveno preprostejša od kontinentalne skorje in se običajno razdeli v tri plasti. Po eksperimentih z mineralno fiziko pri nizkih tlakih plašča oceanska skorja postane gostejša od okoliškega plašča. 
- Sloj 1 je debel povprečno 0,4 km. Sestavljen je iz nekonsolidiranih ali polkonsolidiranih sedimentov, ki so po navadi tanki ali celo niso prisotni v bližini srednjeoceanskih hrbtov, a se zgostijo dlje od hrbta. [10] V bližini kontinentalnih robov je sediment terigen, kar pomeni, pridobljen iz kopna, za razliko od globokomorskih sedimentov, ki so nastali iz drobnih školjk morskih organizmov, običajno apnenčastih in silikatnih ali pa iz vulkanskega pepela in terigenih usedlin, ki jih prenašajo motni tokovi. [11]
- Sloj 2 bi lahko razdelili na dva dela: 
  - sloj 2A - 0,5 km debela najvišja vulkanska plast steklastega do fino kristaliziranega bazalta, običajno v obliki blazinastega bazalta in sloja debeline
  - sloj 2B – debelega 1,5 km, sestavljenega iz diabaznih dajkov [12].
- Sloj 3 nastane s počasnim hlajenjem magme pod površjem in sestavljen iz grobih zrnatih gabrov in kumulativnih ultramafičnih kamnin [1]. Predstavlja več kot dve tretjini volumna oceanske skorje debeline skoraj 5 km. [13]

### Geokemija
Najbolj voluminozne vulkanske kamnine dna oceana so bazalti srednjeoceanskega hrbta, ki izhajajo iz nizko-kalijeve toleitične magme. Te kamnine imajo nizke koncentracije velikih ionskih litofilnih elementov (LILE - (angl.large ion lithophile elements) eno- ali dvovalentne kemične prvine, ki se med frakcijsko kristalizacijo v magmi koncentrirajo v saličnih mineralih), lahkih elementov redkih zemelj (LREE), hlapnih elementov in drugih zelo nezdružljivih elementov. Obstajajo lahko bazalti, obogateni z nezdružljivimi elementi, vendar so redki in povezani z vročimi točkami sredi oceana, kot je okolica Galapaških otokov, Azorov in Islandije. 
Pred neoproterozoičnim obdobjem pred 1000 Ma let, je bila svetovna oceanska skorja bolj mafična kot v sedanjosti. Bolj mafična kot je narava skorje pomeni, da bi lahko spremenjeni deli skorje shranili večje količine vodnih molekul (OH). Na subdukcijskih območjih je bila ta mafična skorja nagnjena k metamorfizmu v zeleni skrilavec, namesto v modrega kot pri navadnih modrih skrilavčevih facijah. 

### Življenjski cikel
Oceanska skorja najpogosteje ne traja dlje od 200 milijonov let. Nastaja stalno na srednjeoceanskih hrbtih. Ko se plošče razmikajo na teh hrbtih, se magma dvigne v zgornji plašč in skorjo. Ko se odmakne od hrbta, postane litosfera hladnejša in gostejša, sediment pa se postopoma gradi nad njo. Najmlajša oceanska litosfera je na oceanskih hrbtih in postaja vedno starejša. [17]
Oceanska skorja subducira proti plašču na konvergentnih mejah. Te meje lahko obstajajo med dvema oceanskima ploščama ali med oceansko in kontinentalno ploščo. Na meji oceanske in kontinentalne plošče, je oceanska vedno subducirana, ker ima kontinentalna manjšo gostoto od oceanske. Proces subdukcije je razlog zaradi katerega oceanska skorja ni starejša od 200 milijonov let. Teorija ki razlaga te procese je tektonika plošč. 

## Magnetne anomalije
Oceanska skorja kaže zanimiv vzorec vzporednih magnetnih linij, vzporednih srednjeoceanskim hrbtom, ki so »zamrznjene« v bazaltu. V 1950-ih so znanstveniki kartirali magnetno polje nastalo ob delovanju kamnin na oceanskem dnu. Ko so se pomikali vzdolž oceanskega dna, so opazili simetričen vzorec pozitivnih in negativnih magnetnih anomalij z linijo simetrije na srednjeoceanskem hrbtu. Ta pojav je posledica kontinuiranega nastajanja novih kamnin z iztekanjem magme na srednjeoceanskih hrbtih. Ko se magma ohladi in nastane kamnina, ta v sebi ohrani smer tedanjega Zemljinega magnetnega polja. Nova magma potiska staro hladno magmo, tj. magmatske kamnine s hrbta. Približno pol novih kamnin nastane na vsaki strani hrbta.